# 撒伯流
撒伯流（英語：Sabellius），又譯為撒伯里烏，生活在3世紀的基督教祭司與神學家，在215年前後，在羅馬生活及傳教，據說他是一位來自利比亞的非洲人。
撒伯流提出“面具說”的神學論點，認為上帝耶和華化身為耶穌。撒伯流的文章已湮沒於世，目前得知的他思想內容，都是由撒伯流的反對者記下。

## 簡介
對於撒伯流的生平，後世所知不多。巴西略稱他來自利比亞五城（Pentapolis，今昔蘭尼加），但根據亚历山大的狄奥尼修斯的記載，利比亞五城是撒伯流主義最興盛的地方，撒伯流因此被認為是來自這個地方。
撒伯流主張耶和華擁有三種不同的面具，在不同的時候以不同的面態顯現，如耶穌，人稱《面具說》， 或稱為「撒伯流主義」。
「撒伯流主義」被認為違反了三位一體教義，325年在尼西亞會議中遭判定為異端，特土良似乎暗示当时大多數基督徒赞成撒伯流的一位神論的观点。375年左右，艾比法（Epiphanius）提到撒伯流在美索不达米亚和罗马都有大批信徒。553年，第二次君士坦丁堡公會議宣布撒伯流派的洗礼无效，证明那时「撒伯流主義」仍然存在。

### 引用
1. ↑  .  第三版·网络版. 中国大百科全书出版社. 2023-01-02  [2023-09-18].
2. ↑  Tertullian, Against Praxeas, III, c.213 （页面存档备份，存于）
3. 1 2  .   [2008-02-25]. （原始内容存档于2012-11-12）.

### 书目
- 《上古基督教思想簡史》沈介山. 中華福音神學院出版社. ISBN 9570471506.
- 《基督宗教思想史上冊》林鴻信 ISBN 9789860389142